# Kreismuseum (Nysa)

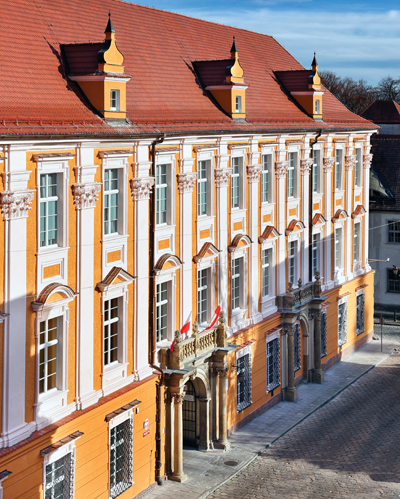
Das Museumsgebäude

Das Kreismuseum Neisse (polnisch Muzeum Powiatowe w Nysie) in der Stadt Nysa (deutsch Neisse) in der Woiwodschaft Opole in Polen befindet sich seit 1986 im ehemaligen Bischofspalast der Breslauer Bischöfe, Fürstbischöfe und Erzbischöfe. 

## Geschichte und Sammlung
Das Museum wurde 1897 vom Kunst- und Altertumsverein in Neisse gegründet und zunächst im Kommandantenhaus untergebracht. Seine Verwaltung oblag den Bischöfen bzw. ab 1930 den Breslauer Erzbischöfen. Als sich im Zweiten Weltkrieg die Rote Armee näherte, wurden zahlreiche Exponate in den tschechischen Breslauer Bistumsanteil in der Umgebung von Jeseník (Freiwaldau)  in Sicherheit gebracht. Vor Kriegsende 1945 wurde das Museum im März 1945 geplündert und niedergebrannt. Nur die zuvor außer Landes verbrachten Exponate haben den Krieg überdauert. Diese konnten 1947 zurückgeführt werden. Zusammen mit diesen und weiteren Kunstschätzen aus den Neisser Kirchen wurde das Museum neu eröffnet. 
Zu seiner Sammlung gehören u. a. Neißer Bibel sowie Gemälde von Francesco Bassano, Francesco Francia, Carlo Portelli, Innocenzo Francucci, Girolamo Siciolante da Sermoneta, Pieter Aertsen, Bartholomeus van der Helst, Anthonie Palamedesz, Otto van Veen sowie aus der Schule des Lucas Cranach d. Ä.

## Bilderauswahl

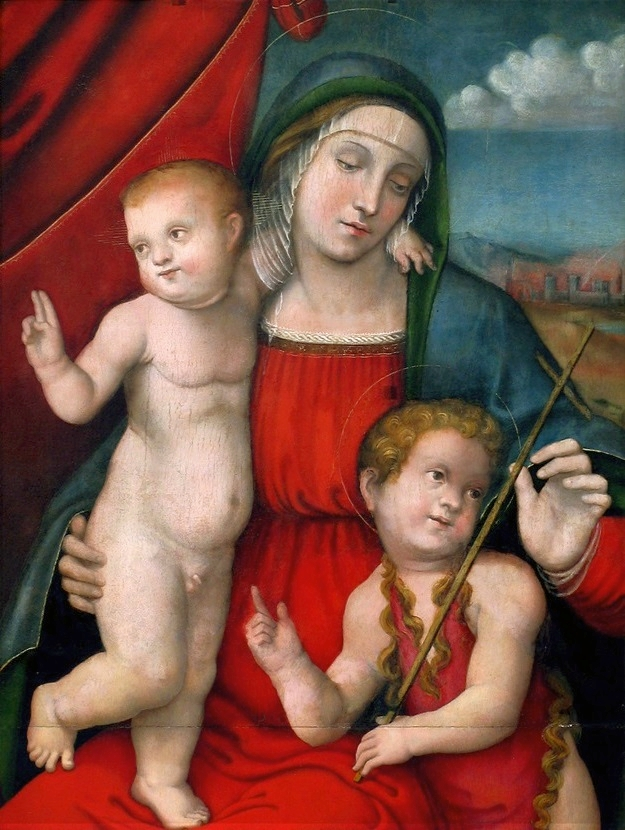
Francesco Francia, 1505
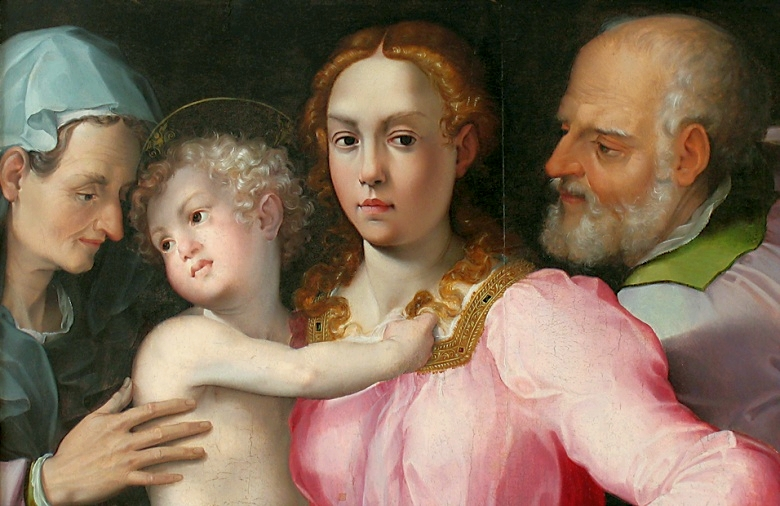
Carlo Portelli, 1550
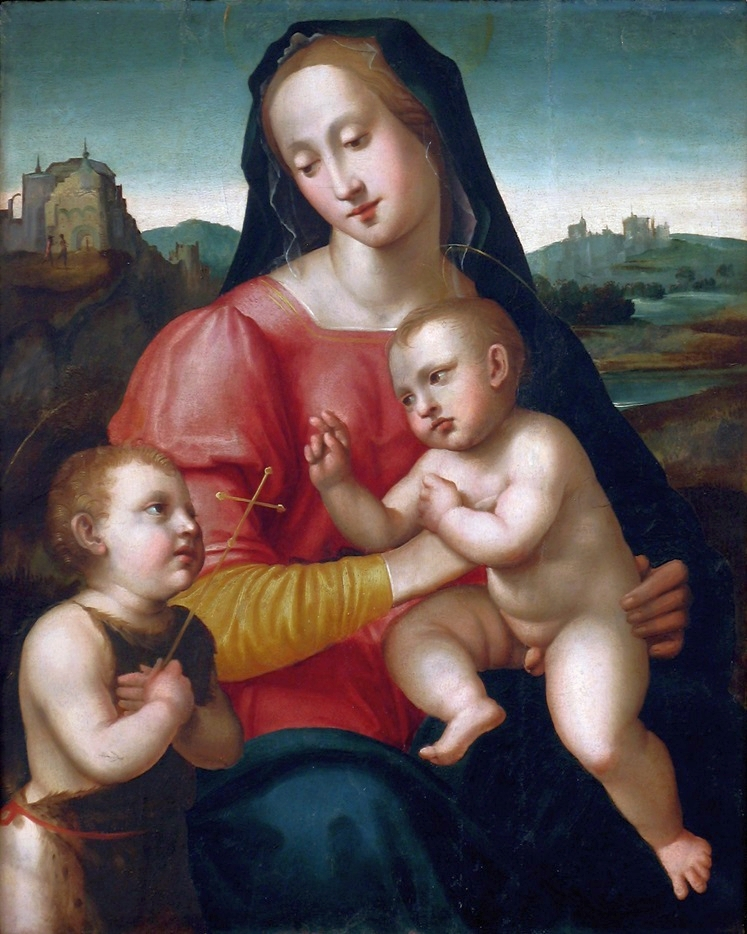
Innocenzo di Pietro Francucci da Imola, 1550
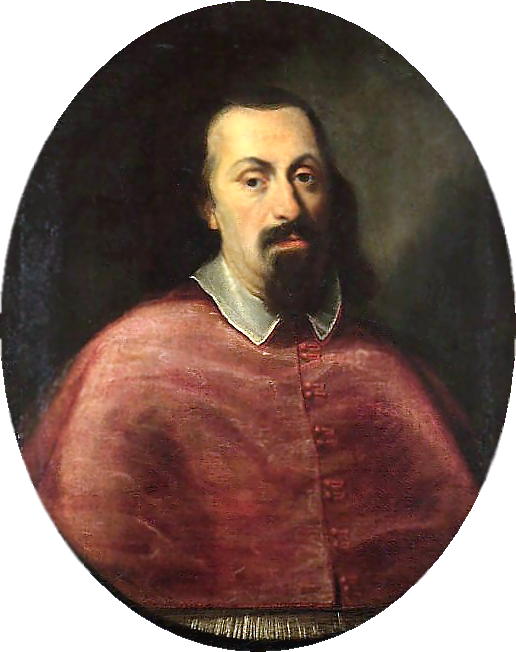
Daniel Schultz (Schule)
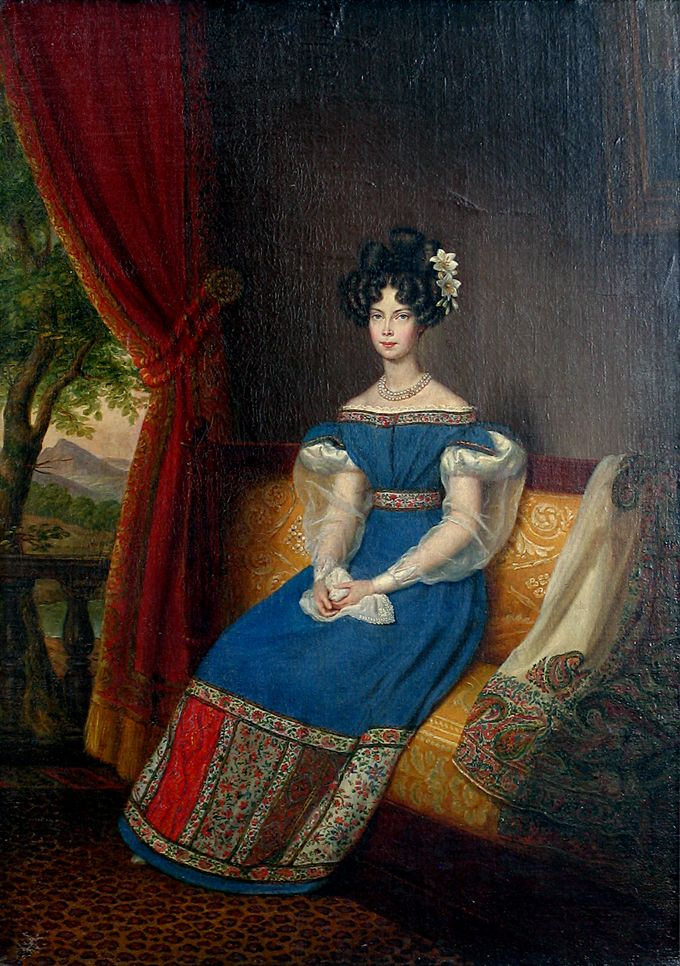
Marianne von Oranien-Nassau